# Cordylobia anthropophaga
Cordylobia anthropophaga är en tvåvingeart som först beskrevs av Blanchard och Berenger-feraud 1872. Cordylobia anthropophaga ingår i släktet Cordylobia och familjen spyflugor. Inga underarter finns listade i Catalogue of Life.